# Bactridinae
Bactridinae je podtribus palmi smješten u tribus Cocoseae, dio potporodice Arecoideae. Sastoji se od pet rodova u Južnoj i Srednjoj Americi, te na Antilima.

## Rodovi
1. Acrocomia Mart.
2. Aiphanes Willd.
3. Astrocaryum G.Mey.
4. Bactris Jacq. ex Scop.
5. Desmoncus Mart.